# Gabriel Echavarría Misas
Gabriel Echavarría Misas (Medellín, 19 de noviembre de 1884 - 1943) fue un industrial y empresario colombiano.

## Biografía
Hijo de Alejandro Echavarría Isaza y de Ana Josefa Misas Euse. Hermano de Guillermo, Diego y Carlos J. Echavarría Misas.
Hizo estudios de literatura, comercio, música y lenguas modernas en Medellín, en el Colegio de los Padres Jesuitas, y en Inglaterra; conocía el francés y el inglés como su propia lengua, y era muy aficionado al piano, instrumento que llegó a dominar con maestría. Viajó por Europa y Estados Unidos; en varios países dejó amigos personales y desarrolló valiosas conexiones para los negocios de su casa. Colaboró hábilmente en la casa comercial de su padre, conocida internacionalmente bajo el nombre de Alejandro Echavarría e Hijos. En el año 1907, en compañía de su padre y de sus primos, R. Echavarría & Co., fundó la Cía. Colombiana de Tejidos, hoy conocida como Coltejer.
En el año de 1935 compró a los Bancos de Medellín y a la Compañía de Jesús, la empresa conocida como Locería de Caldas, a la cual se dedicó con gran entusiasmo hasta su muerte, habiendo logrado convertirla en una de las primeras industrias del país; cuando adquirió la empresa, en ella trabajaban setenta obreros, y a su muerte el número de éstos había aumentado a más de quinientos. Durante varios años ocupó la presidencia del Instituto Colombo-Británico en Medellín.
Fue uno de los fundadores de Industrias Metalúrgicas Unidas (Imusa) y miembro de su Junta Directiva. Fue fundador, con su hermano Alejandro Echavarría, de la Calcetería Alpha, que más tarde se unió con Pepal, la que subsistió definitivamente con el nombre de Pepalfa. Fue miembro activo durante muchos años del Club Rotario de Medellín y ocupó la presidencia de éste.
Echavarría Misas estuvo muy vinculado al Hospital San Vicente de Paúl, en el cual colaboró activamente con su padre. Fue fundador del Aguinaldo de los Leprosos, que continuó Guillermo Greiffeinstein.
De su matrimonio con Elena Olózaga Restrepo (hija de Belisario Olózaga Quijano, nacido en Cartes, Cantabria, España, y María Rosa Restrepo Uribe) tuvo los siguientes hijos: Felipe, agricultor e industrial, director de varias empresas, entre ellas Bavaria y Banco del Comercio. Hernán, ingeniero y abogado, que fue Ministro de Obras Públicas en el gobierno de Alfonso López Pumarejo, miembro de la Cámara de Representantes y muy vinculado a la política liberal; Elkin, que fue gerente de la Locería Colombiana y hombre de negocios; Norman, también hombre de negocios, técnico y conocedor profundo de los procesos de la industria cerámica y uno de los directores de la misma Locería Colombiana, y Alice, casada en Cali con Álvaro Garcés Giraldo, hijo de Jorge Garcés Borrero.